# ステファン・アンブロシウス
ステファン・コフィ・アンブロシウス（Stephan Kofi Ambrosius、1998年12月18日 - ）は、ドイツ・ハンブルク出身のサッカー選手。ハンブルガーSV所属。ポジションはDFまたはMF。

## クラブ経歴
2012年からハンブルガーSVのユースチームに所属し、2018年2月にトップチーム昇格が決まった。同年3月31日、VfBシュトゥットガルトとのリーグ戦でトップチームデビューを果たした。
2022年8月16日、カールスルーエSCにレンタル移籍。

## 人物
アンブロシウスはガーナ人の両親の下、ハンブルクで生まれた。